# Порт Сент Џон (Флорида)
Порт Сент Џон (енгл. Port St. John) насељено је место без административног статуса у америчкој савезној држави Флорида.

## Демографија
По попису из 2010. године број становника је 12.267, што је 155 (1,3%) становника више него 2000. године.
| Група             | 2000.          | 2010.          |
| Белци             | 10.712 (88,4%) | 10.420 (84,9%) |
| Афроамериканци    | 607 (5,0%)     | 674 (5,5%)     |
| Азијати           | 111 (0,9%)     | 121 (1,0%)     |
| Хиспаноамериканци | 397 (3,3%)     | 737 (6,0%)     |
| Укупно            | 12.112         | 12.267         |